# Bioprospection
La bioprospection est l'inventaire et l'évaluation des éléments constitutifs de la diversité biologique ou biodiversité d'un écosystème particulier. Elle peut avoir un objectif scientifique, un objectif économique, ou encore viser à la conservation et l'utilisation durable de la biodiversité suivant les principes de la Convention sur la diversité biologique.
L'activité de bioprospection menée à des fins économiques par les empires coloniaux (expansion impériale, depuis le XVIe siècle, aussi bien en Amérique qu’en Asie), par les secteurs de la pharmacologie, des biotechnologies, de la cosmétologie ou de l'agriculture, suscite parfois des controverses. Lorsqu'elle n'est pas autorisée et encadrée légalement, la bioprospection peut aisément être qualifiée de biopiraterie. C'est notamment le cas lorsque des entreprises ou organismes de recherche brevètent sans autorisation ou contrepartie à des fins lucratives des substances recensées lors des inventaires.